# Quel motel vicino alla palude
Quel motel vicino alla palude (Eaten Alive!) è un film horror del 1976, diretto da Tobe Hooper, con Neville Brand, Marilyn Burns, Mel Ferrer e Robert Englund.
Il film è ispirato alle vicende di Joe Ball, il leggendario serial killer che uccise moltissime donne negli anni trenta. Non a caso il mito vuole che il mostro uccidesse persone per darle in pasto ai suoi alligatori. Numerosi, nel film, gli accostamenti a Non aprite quella porta, altro diretto da Hooper.

## Trama
Dopo aver rifiutato di avere un rapporto sessuale con un cliente di nome Buck, l'ingenua prostituta Clara Wood viene sfrattata dal bordello in cui lavora e vive. La donna viaggia per il Texas rurale e si ferma in un albergo fatiscente, lo Starlight Hotel, che sorge presso delle paludi. Il proprietario, Judd, è un individuo mentalmente squilibrato, disturbato e psicopatico che soffre di folli frustrazioni sessuali: attacca Clare con un forcone e la dà in pasto a un coccodrillo del Nilo che accudisce nella palude lì vicino.
Qualche giorno dopo, giunge allo Starlight Hotel una coppia in crisi, Faye e Roy, assieme alla giovane figlia malata Angie. Il loro cane viene divorato dal coccodrillo e Roy cerca di uccidere l'animale in rappresaglia, ma Judd lo pugnala a morte, picchia violentemente Faye e la lega al suo letto, mentre Angie riesce a scappare e a nascondersi sotto il portico dell'albergo.
Successivamente giungono all'hotel Harvey e Libby Wood, rispettivamente il padre e la sorella di Clara, in cerca della parente scomparsa. Judd nega di averla vista e i due, accompagnati dallo sceriffo Martin, si dirigono anche al bordello dove lavorava Clara, ma anche la proprietaria finge di non conoscere Clara. Mentre Libby e Martin escono a cena, Harvey torna da solo allo Starlight Hotel e scopre Faye tenuta prigioniera nella sua camera poco prima di essere ucciso da Judd.
Intanto, dopo essere stato cacciato da un bar, Buck va a sua volta allo Starlight Hotel con la sua compagna minorenne Lynette. Buck si accorge della presenza di Faye e Angie, ma Judd lo spinge nella palude, dove viene divorato dal coccodrillo. Lynette scappa nel bosco inseguita dall'assassino, venendo salvata in tempo da un automobilista di passaggio.
Anche Libby fa ritorno all'hotel e riesce a liberare Fayne e a recuperare Angie. Judd insegue le tre sopravvissute nella palude, dove viene ucciso e divorato in pasto dal suo stesso coccodrillo, mentre Libby, Faye e Angie si ricongiungono con Martin.

## Citazioni
La Frase: «My name is Buck and I'm there to fuck», pronunciata dal personaggio interpretato da Robert Englund all'inizio del film, è presente anche nella più celebre pellicola Kill Bill: Volume 1 di Quentin Tarantino, dove è pronunciata in circostanze simili a quelle inerenti alla scena del film originale.